# Osthimosia monilifera
Osthimosia monilifera is een mosdiertjessoort uit de familie van de Celleporidae. De wetenschappelijke naam van de soort is voor het eerst geldig gepubliceerd in 1989 door Taylor, Schembri & Cook.